# استارمال
استارمال (انگلیسی: Starmalls) شرکت املاک و مستغلات فیلیپینی است، که در سال ۱۹۶۹ تأسیس شد.